# 星ヶ丘病院
公益財団法人星総合病院　星ヶ丘病院（こうえきざいだんほうじんほしそうごうびょういん ほしがおかびょういん）は、福島県郡山市にある医療機関。公益財団法人星総合病院が運営する病院（精神科病院）である。医療機関コードは、0313172。

## 診療科
- 精神科
- 心療内科
- 神経科
- リハビリテーション科
- 内科
- 歯科

## 医療機関の指定等
- 保険医療機関
- 労災保険指定医療機関
- 指定自立支援医療機関（精神通院医療）
- 生活保護法指定医療機関
- 精神保健指定医の配置されている医療機関
- 精神保健及び精神障害者福祉に関する法律（昭和25年法律第123号）に基づく指定病院又は応急入院指定病院
- 臨床研修指定病院
- 医療保護施設
- クロザピン導入認定施設

ほか

## 関連施設等
- 星総合病院
- 介護老人保健施設「オリオン」
- 特定非営利活動法人「ピアステーション・シリウス」
- 精神障害者生活訓練施設「北天寮」
- 特別養護老人ホーム「星ヶ丘ホーム」
- キャンプ場（名称未定。本院北東部の瓜坪池西側に令和5年7月オープン予定。）[3]

## 交通アクセス
- 病院送迎バス（本院 - 星総合病院）
- JR東日本郡山駅より福島交通路線バス「西部工業団地」行き乗車約30分。「星ヶ丘病院前」停留所下車。
- 自家用車利用、東北自動車道郡山ICより約5分